# Zoran Šimić
Zoran Šimić, bosansko-hercegovski planinski organizator in publicist, * 4. januar 1964, Sarajevo, † 25. december 2017, Sarajevo.

## Življenje in delo
Diplomiral je iz agronomije, zaposlen je bil kot pomočnik direktorja v podjetju Miličević v Kreševu. S planinstvom se je začel intenzivneje ukvarjati leta 1976 v okviru sekcije mladih planincev pri PD Bitovnja Kreševo, zaključil Malo šolo planinstva v okviru Planinske zveze BiH, leta 1981–1984 tečaj za markaciste in 1985 sarajevsko šolo alpinizma. Pri sarajevski Turistični zvezi si je pridobil licenco planinskega vodnika in varuha planinske narave. 
Od 1981 je bil v vodstvu PD Bitovnja Kreševo kot tajnik, predsednik in vodja odseka za planinske poti. Vodil je ekološke akcije za zaščito planinske narave, kot je pogozdovanje in rekultiviranje posek in smetišč. Med 1984 in 1989 je bil član predsedstva Planinske zveze BiH in pozneje član upravnega odbora Planinske zveze Federacije BiH, član komisije za bosansko planinsko transverzalo. Zaslužen je za obnovo planinskega društva po vojni leta 1996 in združevanja planinskih organizacij BiH. Organiziral je praznovanje 110. obletnice planinstva v državi in mednarodnega leta planin 2002. 2004 je spodbudil obnovo v vojni uničenega planinskega doma na Lopati. V Kreševu je organiziral mednarodno razstavo mineralov, kamnov in fosilov. 2013 je uredil Planinarsko karto Vranice in prispeval besedilo za planinski vodič po hribih Bitovnje, Pogorelice, Zeca in Vranice (1991 in 2000). Bil je tudi direktor Outdoor foto&film festivala- 3fok.

## Priznanja in poimenovanja
- zlata značka Planinske zveze BiH (1989)
- srebrna značka Planinske zveze Jugoslavije (1990)
- srebrna značka Planinske zveze Hrvaške (1991)
- srebrni znak ob 125. obletnici planinstva v Republikii Hrvaški (1999)
- zlata plaketa Planinske zveze BiH in Planinske zvzeze HZ H-B (2002, 2003)
- Pred planinskim domom na Lopati mu je posvečen spomenik.
- Po njem se imenuje zavetišče na Visočici.